# Bautzen (distrito)
Bautzen (em latim: Budissa) é um distrito (kreis ou landkreis) da Alemanha localizado na região de Dresda, no estado da Saxônia.

## História
O distrito foi criado em 1994 através da fusão dos antigos distritos de Bautzen e Bischofswerda. O distrito de Kamenz e a cidade independente de Hoyerswerda foram incorporados ao distrito a partir de 1 de agosto de 2008.

## Cidades e municípios
| Cidades | Municípios | | |
| --- | --- | --- | --- |
| 1. Bautzen (Budyšin) 2. Bernsdorf 3. Bischofswerda 4. Elstra 5. Großröhrsdorf 6. Hoyerswerda (Wojerecy) 7. Kamenz (Kamjenc) 8. Königsbrück 9. Lauta (Łuty) 10. Pulsnitz 11. Radeberg 12. Schirgiswalde-Kirschau 13. Weißenberg (Wospork) 14. Wilthen 15. Wittichenau (Kulow) | 1. Arnsdorf 2. Bretnig-Hauswalde 3. Burkau (Porchow) 4. Crostwitz (Chrósćicy) 5. Cunewalde 6. Demitz-Thumitz 7. Doberschau-Gaußig (Dobruša-Huska) 8. Elsterheide (Halštrowska hola) 9. Frankenthal 10. Göda (Hodźij) 11. Großdubrau (Wulka Dubrawa) 12. Großharthau 13. Großnaundorf 14. Großpostwitz (Budestecy) 15. Guttau (Hućina) | 1. Haselbachtal 2. Hochkirch (Bukecy) 3. Laußnitz 4. Lichtenberg 5. Königswartha (Rakecy) 6. Kubschütz (Kubšicy) 7. Lohsa (Łaz) 8. Malschwitz (Malešecy) 9. Nebelschütz (Njebjelćicy) 10. Neschwitz (Njeswaćidło) 11. Neukirch (Königsbrück) 12. Neukirch (Lausitz) 13. Obergurig (Hornja Hórka) 14. Ohorn 15. Oßling | 1. Ottendorf-Okrilla 2. Panschwitz-Kuckau (Pančicy-Kukow) 3. Puschwitz (Bóšicy) 4. Räckelwitz (Worklecy) 5. Radibor (Radwor) 6. Ralbitz-Rosenthal (Ralbicy-Róžant) 7. Ramenau 8. Schmölln-Putzkau 9. Schönteichen 10. Schwepnitz 11. Sohland an der Spree 12. Spreetal (Sprjewiny doł) 13. Steina 14. Steinigtwolmsdorf 15. Wachau 16. Wiednitz |

Verwaltungsgemeinschaften - Associações municipais e seus municípios membros (Mitgliedsgemeinden):
- Verwaltungsverband Am Klosterwasser: Crostwitz, Nebelschütz, Panschwitz-Kuckau (sede), Räckelwitz e Ralbitz-Rosenthal;
- Verwaltungsgemeinschaft Bernsdorf: Bernsdorf e Wiednitz;
- Verwaltungsgemeinschaft Bischofswerda: Bischofswerda e Rammenau;
- Verwaltungsgemeinschaft Großharthau: Frankenthal e Großharthau;
- Verwaltungsgemeinschaft Großpostwitz-Obergurig: Großpostwitz e Obergurig;
- Verwaltungsgemeinschaft Großröhrsdorf: Bretnig-Hauswalde e Großröhrsdorf;
- Verwaltungsgemeinschaft Kamenz-Schönteichen: Kamenz e Schönteichen;
- Verwaltungsgemeinschaft Königsbrück: Königsbrück, Laußnitz e Neukirch;
- Verwaltungsgemeinschaft Malschwitz: Guttau e Malschwitz;
- Verwaltungsgemeinschaft Neschwitz: Neschwitz e Puschwitz;
- Verwaltungsgemeinschaft Pulsnitz: Großnaundorf, Lichtenberg, Ohorn, Pulsnitz e Steina;
- Verwaltungsgemeinschaft Schirgiswalde: Crostau, Kirschau e Schirgiswalde;

|  |